# Dnopherula punctata
Dnopherula punctata är en insektsart som först beskrevs av Boris Petrovich Uvarov 1926.  Dnopherula punctata ingår i släktet Dnopherula och familjen gräshoppor. Inga underarter finns listade i Catalogue of Life.